# 費多里夫卡 (多布羅韋利奇基夫卡區)
48°25′50″N 30°50′37″E / 48.43056°N 30.84361°E
費多里夫卡（烏克蘭語：Федорівка），是烏克蘭中部的村莊，隸屬基洛夫格勒州的新烏克蘭卡區。該村始建於1870年，面積1.09平方公里，海拔高度114米，2001年人口487，人口密度每平方公里446人。